# ル・テメレール (原子力潜水艦)
ル・テメレール（フランス語：Le Téméraire, S 617）は、フランス海軍の原子力潜水艦。ル・トリオンファン級原子力潜水艦の2番艦。艦名はシャルル大胆公の二つ名、大胆を意味するフランス語から。この名を受け継いだ艦としては16代目にあたる。

## 艦歴
「ル・テレメール」は、DCNシェルブール工廠で1993年12月18日に起工、1998年1月21日進水、1999年12月23日に就役しロング島基地に配備された。
2001年までに4回の戦略哨戒任務に従事した。2004年7月7日からオート＝マルヌ県が後援者となった。2005年12月から2007年9月までの間に技術的問題のため修理がなされた。
就役当初は潜水艦発射弾道ミサイルとしてM45を搭載していたが、2024年現在はM51.2へ換装されている。